# Гвідо Кастельнуово
Гвідо Кастельнуово (італ. Guido Castelnuovo; 14 серпня 1865, Венеція — 27 квітня 1952, Рим) — італійський математик. Кастельнуово відомий завдяки своєму внеску в алгебричну геометрію, його роботи з теорії ймовірностей також помітні.

## Життєпис
Народився в родині письменника Енріко Кастельнуово і Емми Леві. Вивчав математику в Падуї під керівництвом відомого італійського геометра Джузеппе Веронезе . 1886 року закінчив університет і провів близько року в Римі, де вивчав вищу геометрію, 1888-го призначений асистентом Енріко Д'Овідіо в Туринському університеті. Великий вплив на нього справили роботи Коррадо Сегре, який працював в цьому ж університеті. 1891 року він повертається до Рима і працює професором кафедри аналітичної і проєктивної геометрії. 1928 року вчений виступає з доповіддю з алгебричної геометрії (La geometria algebrica e la scuola italiana) на Міжнародному конгресі математиків у Болоньї. 1935 року Г. Кастельнуово йде у відставку.
Під час Другої світової війни він, як і багато інших євреїв, мусив переховуватися; він підпільно веде курс математики для студентів єврейського походження, які також переховувалися. Після закінчення війни Г. Кастельнуово обирють президентом закритої 1939 року урядом Б. Муссоліні і відродженої потім Академії деї Лінчеї, він стає довічним сенатором Італії.
Онукою Г. Кастельнуово була лінгвістка Анна Морпурго Девіс.

## Праці
Основною галуззю досліджень ученого була алгебрична геометрія. Під час роботи в Турині Кастельнуово опублікував кілька робіт про алгебричні криві, також він займався теорією лінійних систем і надав її проєктивно-геометричну інтерпретацію. Протягом 20 років Кастельнуово у співпраці з Енрікесом опублікував серію статей, якими завершено біраціональну класифікацію алгебричних поверхонь. В університеті він вів курси з алгебричних функцій і абелевих інтегралів, неевклідової і диференціальної геометрії, інтерполяції та теорії ймовірностей; 1919 року опублікував двотомну працю Calcolo della probabilità. Кастельнуово також написав книгу з теорії та основ аналізу (Le origini del calcolo infinitesimale nell'era moderna). Всього він опублікував понад 100 книг, статей і мемуарів.